# Octopoteuthis megaptera
Octopoteuthis megaptera är en bläckfiskart som först beskrevs av Addison Emery Verrill 1885.  Octopoteuthis megaptera ingår i släktet Octopoteuthis och familjen Octopoteuthidae. Inga underarter finns listade i Catalogue of Life.